# Tour de Flandes femenino 2019
La 16.ª edición del Tour de Flandes femenino se celebró el 7 de abril de 2019 sobre un recorrido de 157,4 km con inicio y final en la ciudad de Oudenaarde en Bélgica.
La carrera hizo parte del UCI WorldTour Femenino 2019 como competencia de categoría 1.WWT del calendario ciclístico de máximo nivel mundial siendo la sexta carrera de dicho circuito y fue ganada por la ciclista italiana Marta Bastianelli del equipo Virtu. El podio lo completaron la neerlandesa Annemiek van Vleuten del equipo Mitchelton-Scott y la danesa Cecilie Uttrup Ludwig del equipo Bigla.

## Equipos
Tomaron parte en la carrera un total de 24 equipos invitados por la organización, todos ellos de categoría UCI Team Femenino, quienes conformaron un pelotón de 142 ciclistas de las cuales terminaron 100. Los equipos participantes fueron:
| Equipos femeninos (24)- Alé Cipollini - Aromitalia Vaiano - Astana Women's - BePink - Bigla - Boels Dolmans - BTC City Ljubljana - Canyon-SRAM Racing - CCC-Liv - Doltcini-Van Eyck Sport - FDJ-Nouvelle Aquitaine-Futuroscope - Health Mate-Ladies Team - Hitec Products - Lotto Soudal Ladies - Mitchelton-Scott - Movistar Team - Parkhotel Valkenburg-Destil - Servetto-Piumate-Beltrami TSA - Sunweb Women - Tibco-Silicon Valley Bank - Trek-Segafredo - Valcar Cylance - Virtu Cycling Women - WNT-Rotor Pro Cycling |
| |

## Clasificaciones finales
Las clasificaciones finalizaron de la siguiente forma:

### Clasificación general
| \| Clasificación general \| Clasificación general \| Clasificación general \| Clasificación general \| Clasificación general \| \| Ciclista \| Ciclista \| Equipo \| Tiempo \| \| \| --------------------- \| --------------------- \| ------------------------- \| --------------------- \| --------------------- \| \| 1.ª \| Marta Bastianelli \| Virtu Cycling Women \| 4 h 16 min 50 s \| \| \| 2.ª \| Annemiek van Vleuten \| Mitchelton-Scott \| + 0 s \| \| \| 3.ª \| Cecilie Uttrup Ludwig \| Bigla \| + 0 s \| \| \| 4.ª \| Sofia Bertizzolo \| Virtu Cycling Women \| + 7 s \| \| \| 5.ª \| Ellen van Dijk \| Trek-Segafredo \| + 7 s \| \| \| 6.ª \| Katarzyna Niewiadoma \| Canyon-SRAM Racing \| + 7 s \| \| \| 7.ª \| Chantal Blaak \| Boels Dolmans \| + 10 s \| \| \| 8.ª \| Lisa Brennauer \| WNT-Rotor Pro Cycling \| + 55 s \| \| \| 9.ª \| Lucinda Brand \| Sunweb \| + 55 s \| \| \| 10.ª \| Amy Pieters \| Boels Dolmans \| + 55 s \| \| \| 11.ª \| Marta Cavalli \| Valcar Cylance \| + 55 s \| \| \| 12.ª \| Soraya Paladin \| Alé Cipollini \| + 55 s \| \| \| 13.ª \| Gracie Elvin \| Mitchelton-Scott \| + 55 s \| \| \| 14.ª \| Lisa Klein \| Canyon-SRAM Racing \| + 55 s \| \| \| 15.ª \| Alison Jackson \| Tibco-Silicon Valley Bank \| + 55 s \| \| |                       |                           |                 |
| |                       |                           |                 |
| Fuente: ProCyclingStats |                       |                           |                 |
| Clasificación general |                       |                           |                 |
| Ciclista | Ciclista              | Equipo                    | Tiempo          |
| 1.ª | Marta Bastianelli     | Virtu Cycling Women       | 4 h 16 min 50 s |
| 2.ª | Annemiek van Vleuten  | Mitchelton-Scott          | + 0 s           |
| 3.ª | Cecilie Uttrup Ludwig | Bigla                     | + 0 s           |
| 4.ª | Sofia Bertizzolo      | Virtu Cycling Women       | + 7 s           |
| 5.ª | Ellen van Dijk        | Trek-Segafredo            | + 7 s           |
| 6.ª | Katarzyna Niewiadoma  | Canyon-SRAM Racing        | + 7 s           |
| 7.ª | Chantal Blaak         | Boels Dolmans             | + 10 s          |
| 8.ª | Lisa Brennauer        | WNT-Rotor Pro Cycling     | + 55 s          |
| 9.ª | Lucinda Brand         | Sunweb                    | + 55 s          |
| 10.ª | Amy Pieters           | Boels Dolmans             | + 55 s          |
| 11.ª | Marta Cavalli         | Valcar Cylance            | + 55 s          |
| 12.ª | Soraya Paladin        | Alé Cipollini             | + 55 s          |
| 13.ª | Gracie Elvin          | Mitchelton-Scott          | + 55 s          |
| 14.ª | Lisa Klein            | Canyon-SRAM Racing        | + 55 s          |
| 15.ª | Alison Jackson        | Tibco-Silicon Valley Bank | + 55 s          |

## Ciclistas participantes y posiciones finales
Convenciones:
- AB-N: Abandono en la etapa "N"
- FLT-N: Retiro por llegada fuera del límite de tiempo en la etapa "N"
- NTS-N: No tomó la salida para la etapa "N"
- DES-N: Descalificado o expulsado en la etapa "N"

## UCI WorldTour Femenino
El Tour de Flandes femenino otorgó puntos para el UCI WorldTour Femenino 2019 y el UCI World Ranking Femenino, incluyendo a todas las corredoras de los equipos en las categorías UCI Team Femenino. Las siguientes tablas muestran el baremo de puntuación y las 10 corredoras que obtuvieron más puntos:
| Posición   | 1.ª | 2.ª | 3.ª | 4.ª | 5.ª | 6.ª | 7.ª | 8.ª | 9.ª | 10.ª | 11.ª | 12.ª | 13.ª | 14.ª | 15.ª | 16.ª-30.ª | 31.ª-40.ª |
| Puntuación | 200 | 150 | 125 | 100 | 85  | 70  | 60  | 50  | 40  | 35   | 30   | 25   | 20   | 15   | 10   | 5         | 3         |

| Clasificación |                       |                    |        |
| Posición      | Ciclista              | Equipo             | Puntos |
| ------------- | --------------------- | ------------------ | ------ |
| 1.ª           | Marta Bastianelli     | Virtu              | 200    |
| 2.ª           | Annemiek van Vleuten  | Mitchelton-Scott   | 150    |
| 3.ª           | Cecilie Uttrup Ludwig | Bigla              | 125    |
| 4.ª           | Sofia Bertizzolo      | Virtu              | 100    |
| 5.ª           | Ellen van Dijk        | Trek-Segafredo     | 85     |
| 6.ª           | Katarzyna Niewiadoma  | Canyon SRAM Racing | 70     |
| 7.ª           | Chantal Blaak         | Boels Dolmans      | 60     |
| 8.ª           | Lisa Brennauer        | WNT-Rotor          | 50     |
| 9.ª           | Lucinda Brand         | Sunweb             | 40     |
| 10.ª          | Amy Pieters           | Boels Dolmans      | 35     |